# Václav Jiřík
Václav Jiřík (16. listopadu 1944 Stachy – 28. června 2017 Tábor) byl český historik, spisovatel, pedagog a politik.

## Životopis
Narodil se 16. listopadu 1944 ve Stachách. Po gymnáziu nastoupil na Filozofickou fakultu Univerzity Karlovy. Působil v muzeu v Chebu, a když v roce 1971 musel své místo opustit, odešel i z Chebu. Větší část období normalizace pracoval v dělnických profesích, žil v Chodově a Příbrami. Po své rehabilitaci dostudoval FF UK a roku 1992 vrátil do Chebu, kde působil jako pedagog na Svobodné chebské škole. Jako člen České strany sociálně demokratické byl dlouholetým zastupitelem a radním města Chebu. Zasloužil o vybudování památníku obětem železné opony na Svatém Kříži, který byl odhalen 27. června 2006. Z jeho iniciativy také byla na domě ve Šlikově ulici v Chebu umístěna pamětní deska chebského spisovatele Luďka Šneppa.
Zemřel 28. června 2017 v Táboře, kam se krátce před smrtí přestěhoval.

## Dílo
- Dopis 1986, autorova románová prvotina.
- Vlak svobody, kniha reportáží z moderních dějin 1999. O známém útěku s celým vlakem do SRN 11. září 1951.
- Nedaleko od Norimberka 2000. Rozsáhlé dílo o retribučních soudních řízeních na Chebsku.
- Zatmění slunce 2001. Román z Československa v 70. letech 20. století o osudu historika, který se stal obětí normalizačních čistek.
- Klatovské oprátky 2004. Případy z retribučních řízení na Klatovsku o osudech mužů a žen, které v prvních poválečných letech odsoudil Mimořádný lidový soud v Klatovech k nejvyšším trestům. Za Klatovské oprátky získal Cenu Miroslava Ivanova v oblasti literatury faktu.
- Kupředu levá 2008. Historické epištoly z nejzápadnějších Čech.
- Na opačném břehu 2010. Příběh o lidech, kteří se na přelomu 40. a 50. let pokusili vzepřít zlu a bezpráví.
- Šumavská odyssea 2014. Historie státní hranice v letech 1948–1949 a případy uprchlíků.